# Jonchery-sur-Vesle
Pour les articles homonymes, voir Jonchery (homonymie) et Vesle (homonymie).
Jonchery-sur-Vesle est une commune française, située dans le département de la Marne et la région Grand Est. Elle est traversée par la route touristique du Champagne ainsi que par la Vesle.

## Géographie

### Localisation
Jonchery-sur-Vesle se trouve au nord-ouest du département de la Marne, en région Grand Est. La commune appartient à la région agricole du Tardenois.
La commune de Jonchery-sur-Vesle s'étend sur une superficie de 320 hectares. Sur son territoire, l'altitude varie de 65 à 145 mètres. Le village est situé entre la Vesle, qui délimite le territoire communal au nord, et la route nationale 31 au sud. C'est de l'autre côté de cette route, au sud, que se trouve le point culminant de la commune.
Par la route, Jonchery-sur-Vesle se situe à 65 km de Châlons-en-Champagne, préfecture du département, à 18 km de Reims, sous-préfecture, et à 11 km de Fismes, bureau centralisateur du canton de Fismes-Montagne de Reims dont dépend Jonchery-sur-Vesle depuis 2015. La commune fait en outre partie du bassin de vie de Reims.
Jonchery-sur-Vesle est limitrophe de 6 communes :
| Montigny-sur-Vesle | Breuil-sur-Vesle   | Prouilly             |
|                    | Jonchery-sur-Vesle |                      |
| Vandeuil           | Branscourt         | Courcelles-Sapicourt |

### Hydrographie

#### Réseau hydrographique
La commune est dans la région hydrographique « la Seine du confluent de l'Oise (inclus) à l'embouchure » au sein du bassin Seine-Normandie. Elle est drainée par la Vesle, le ruisseau de la Crepine et le ruisseau du Moulin,.
La Vesle, d'une longueur de 139 km, prend sa source dans la commune de Somme-Vesle et se jette  dans l'Aisne à Ciry-Salsogne, après avoir traversé 52 communes. Les caractéristiques hydrologiques de la Vesle sont données par la station hydrologique située sur la commune de Jonchery-sur-Vesle. Le débit moyen mensuel est de 4,33 m3/s. Le débit moyen journalier maximum est de 20,7 m3/s, atteint lors de la crue du 25 décembre 2013. Le débit instantané maximal est quant à lui de 26,5 m3/s, atteint le même jour.

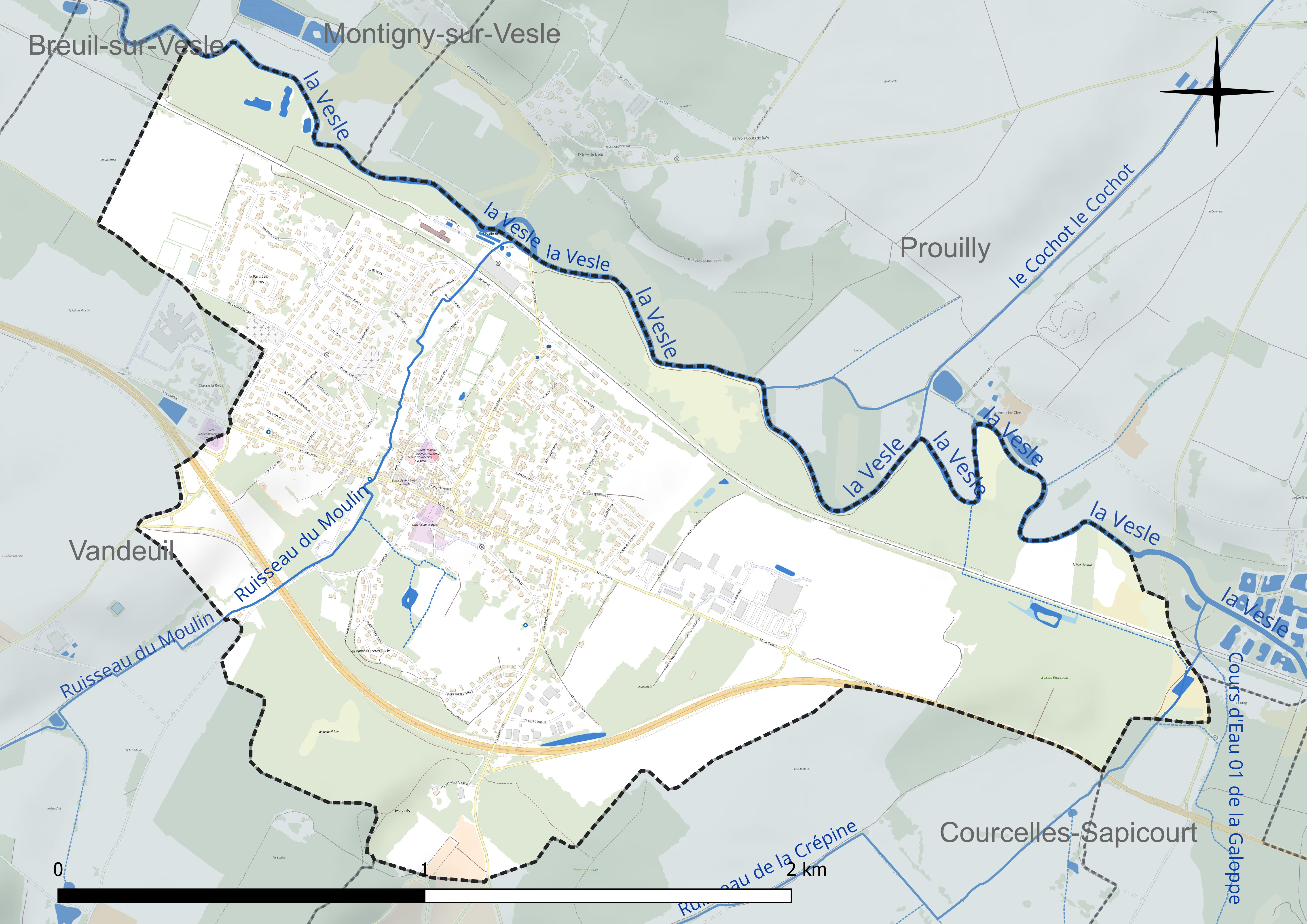
Réseau hydrographique de Jonchery-sur-Vesle.

#### Gestion et qualité des eaux
Le territoire communal est couvert par le schéma d'aménagement et de gestion des eaux (SAGE) « Aisne Vesle Suippe ». Ce document de planification, dont le territoire s’étend sur 3 096 km2 répartis sur trois départements (Aisne, Marne et Ardennes) et deux régions (Champagne-Ardenne et Picardie), a été approuvé le 16 décembre 2013. La structure porteuse de l'élaboration et de la mise en œuvre est le Syndicat d’aménagement des bassins Aisne Vesle Suippe (SIABAVES). 
La qualité des cours d’eau peut être consultée sur un site dédié géré par les agences de l’eau et l’Agence française pour la biodiversité. 

### Climat
Pour des articles plus généraux, voir Climat du Grand Est et Climat de la Marne.
En 2010, le climat de la commune est de type climat océanique dégradé des plaines du Centre et du Nord, selon une étude du Centre national de la recherche scientifique s'appuyant sur une série de données couvrant la période 1971-2000. En 2020, Météo-France publie une typologie des climats de la France métropolitaine dans laquelle la commune est exposée à un climat océanique altéré et est dans la région climatique  Nord-est du bassin Parisien, caractérisée par un ensoleillement médiocre, une pluviométrie moyenne régulièrement répartie au cours de l’année et un hiver froid (3 °C). 
Pour la période 1971-2000, la température annuelle moyenne est de 10,3 °C, avec une amplitude thermique annuelle de 15,5 °C. Le cumul annuel moyen de précipitations est de 713 mm, avec 12,4 jours de précipitations en janvier et 8,1 jours en juillet. Pour la période 1991-2020, la température moyenne annuelle observée sur la station météorologique de Météo-France la plus proche, « Chambrecy-Civc », sur la commune de Chambrecy à 11 km à vol d'oiseau, est de 10,7 °C et le cumul annuel moyen de précipitations est de 734,0 mm. 
La température maximale relevée sur cette station est de 40,3 °C, atteinte le 25 juillet 2019 ; la température minimale est de −22,1 °C, atteinte le 17 janvier 1985,,. 
Les paramètres climatiques de la commune ont été estimés pour le milieu du siècle (2041-2070) selon différents scénarios d'émission de gaz à effet de serre à partir des nouvelles projections climatiques de référence DRIAS-2020. Ils sont consultables sur un site dédié publié par Météo-France en novembre 2022.

## Urbanisme

### Typologie
Au 1er janvier 2024, Jonchery-sur-Vesle est catégorisée bourg rural, selon la nouvelle grille communale de densité à sept niveaux définie par l'Insee en 2022.
Elle est située hors unité urbaine. Par ailleurs la commune fait partie de l'aire d'attraction de Reims, dont elle est une commune de la couronne,. Cette aire, qui regroupe 294 communes, est catégorisée dans les aires de 200 000 à moins de 700 000 habitants,.

### Occupation des sols
L'occupation des sols de la commune, telle qu'elle ressort de la base de données européenne d’occupation biophysique des sols Corine Land Cover (CLC), est marquée par l'importance des territoires artificialisés (42,1 % en 2018), en augmentation par rapport à 1990 (27,1 %). La répartition détaillée en 2018 est la suivante : 
zones urbanisées (42,1 %), forêts (31 %), terres arables (20 %), zones humides intérieures (5,7 %), cultures permanentes (1,3 %). L'évolution de l’occupation des sols de la commune et de ses infrastructures peut être observée sur les différentes représentations cartographiques du territoire : la carte de Cassini (XVIIIe siècle), la carte d'état-major (1820-1866) et les cartes ou photos aériennes de l'IGN pour la période actuelle (1950 à aujourd'hui).

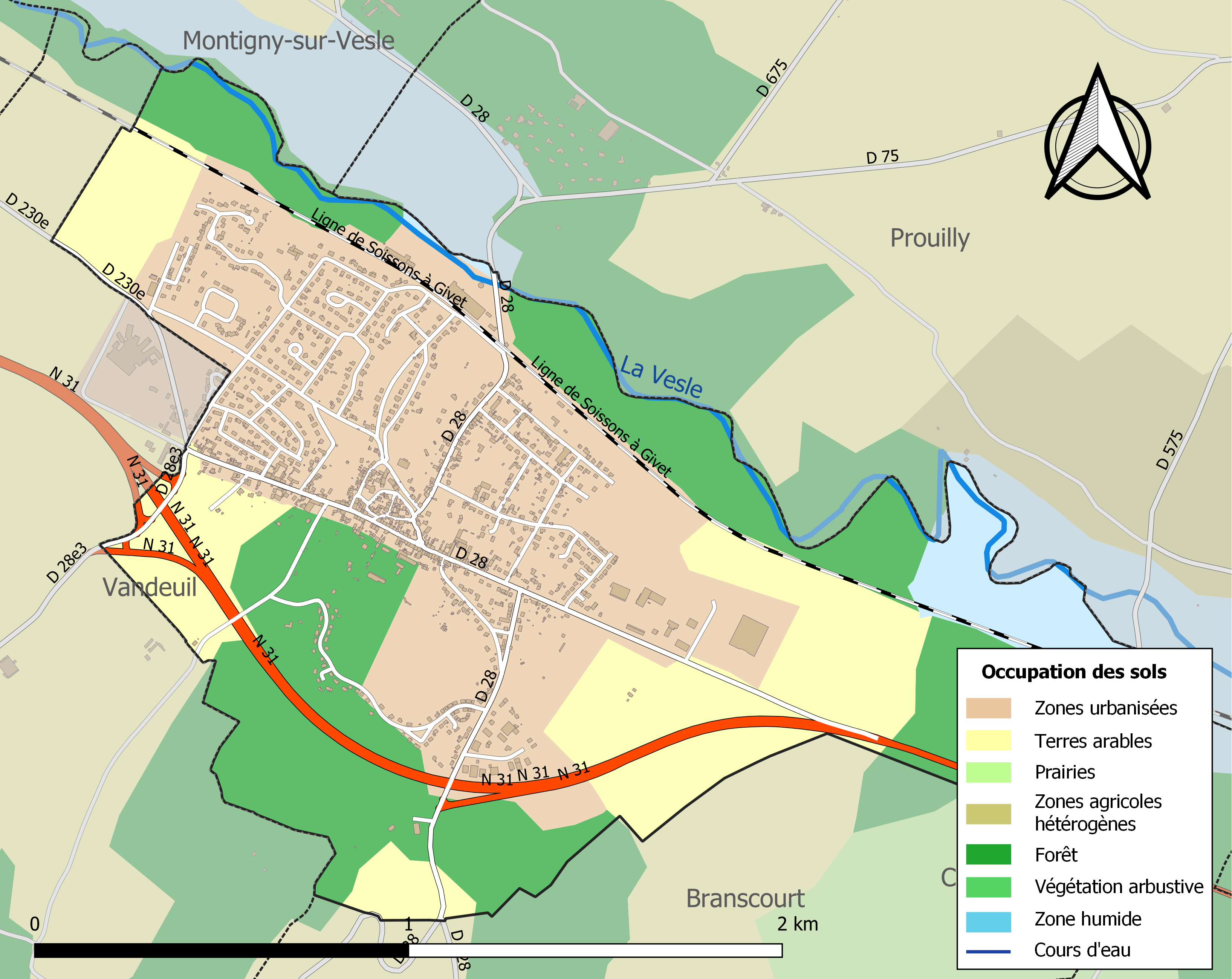
Carte des infrastructures et de l'occupation des sols de la commune en 2018 (CLC).

### Voies de communications et transports
Ce village est situé à l'ouest de Reims, le long de la route nationale 31 ou (E46) reliant Rouen à Reims. Il est desservi par la ligne de Soissons à Givet qui s'arrête à la gare de la commune.

## Toponymie
Le nom de la localité est attesté sous les formes Juncaracus (849-857) ; Junchereium, Junchereiacum (1156) ; Junchereum (1154-1159) ; Junchereyum (1198) ; Joncherium, Joncheri (1220) ; Jonchereium (1221) ; Jonchereyum, Juncheri (1223) ; Juncherium (1263) ; Jonchery supra Vidulam (1328) ; Jonchery-sur-Veelle (1337) ; Junchereyum supra Vidulam (1345) ; Joincheri (XIVe siècle) ; Joncheriacum super Vidulom (avant 1400) ; Juncheri-sur-Vesle (1480).

Jonchery est un toponyme dérivé de jonchère, avec le suffixe -y, qui désigne « un ensemble de joncs », du latin juncus et du double suffixe collectif -ar- etum.
La Vesle, qui passe en limite du territoire de la commune, est une rivière française, affluent de rive gauche de l'Aisne. Elle traverse principalement le département de la Marne où elle prend naissance, mais termine son cours dans celui de l'Aisne, donc traverse les deux régions Grand Est et Hauts-de-France. C'est donc un sous-affluent de la Seine par l'Aisne puis par l'Oise.

## Histoire
Le 1er septembre 1914, la 5e armée française installe son QG provisoire dans la commune. Le jour-même, une patrouille du 310e régiment d'infanterie arrête une voiture allemande, à l'intérieur de laquelle un officier détenait une carte de l'avance de la 1re armée (Allemagne). L'ordre de bataille était clairement défini, toute l'armée devait prendre la direction du sud-ouest. Elle contourne ensuite Paris par l'est, quand elle est arrêtée à une vingtaine de kilomètres de la capitale, durant la première bataille de la Marne.

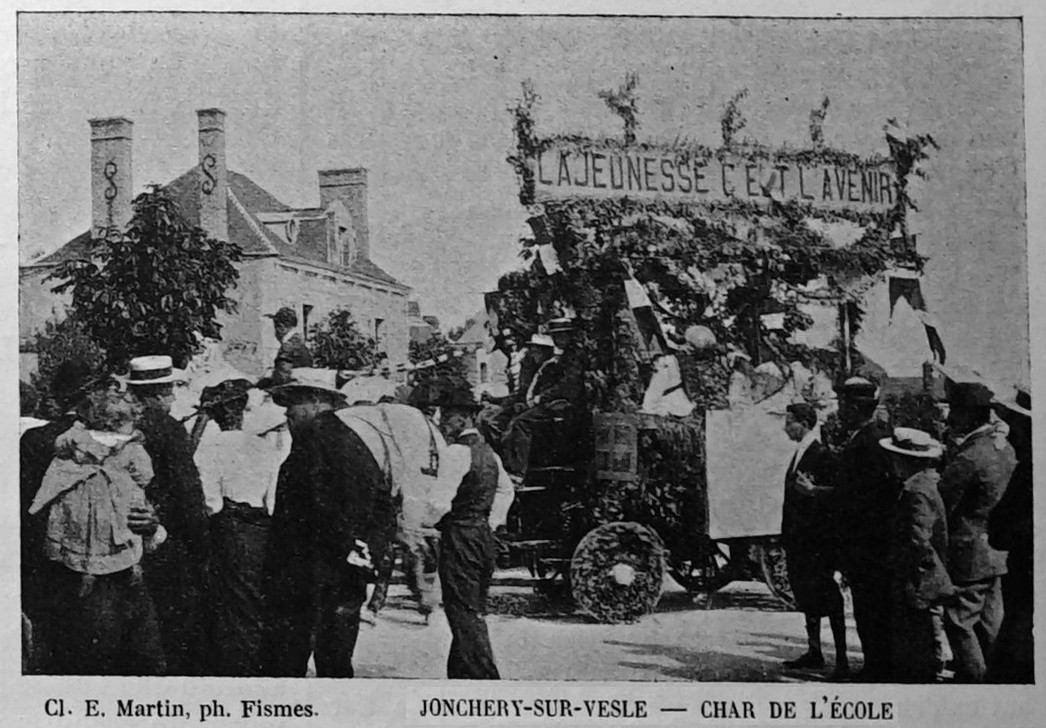
Fête des écoles en 1904.

Le 5 octobre 1914, au-dessus du point de jonction des communes de Jonchery-sur-Vesle, de Prouilly et de Muizon, s'est déroulé le premier combat aérien avec avion abattu de l’histoire mondiale de l’aviation militaire, remporté par le Voisin du pilote Joseph Frantz et de l’observateur Louis Quenault contre un Aviatik allemand.
Les 11 et 12 juin 1940, des soldats du 153e régiment d'infanterie affrontent l'armée allemande et subissent des pertes.

## Politique et administration

### Intercommunalité
La commune, antérieurement membre de la communauté de communes des Deux Vallées du Canton de Fismes, fait partie, depuis le 1er janvier 2014, de la communauté de communes Fismes Ardre et Vesle.
En effet, conformément au schéma départemental de coopération intercommunale de la Marne du 15 décembre 2011, les anciennes communautés de communes CC des Deux Vallées du Canton de Fismes (9 communes) et CC Ardre et Vesle (11 communes) ont fusionné par arrêté préfectoral du 23 mai 2013, afin de former à compter du 1er janvier 2014 la nouvelle communauté de communes Fismes Ardre et Vesle.

### Liste des maires
| Période                                  | Période    | Identité        | Étiquette | Qualité |
| ---------------------------------------- | ---------- | --------------- | --------- | ------- |
| Les données manquantes sont à compléter. |            |                 |           |         |
| avant 1875                               | après 1879 | Flamand         |           |         |
| 1904                                     | ?          | Liénart         |           |         |
| 2001                                     | mai 2020   | Michel Hannotin |           | ,       |
| mai 2020                                 | En cours   | Nadine Poulain  |           |         |

## Démographie
Les habitants de Jonchery-sur-Vesle sont appelés les Joncaviduliens.

L'évolution du nombre d'habitants est connue à travers les recensements de la population effectués dans la commune depuis 1793. Pour les communes de moins de 10 000 habitants, une enquête de recensement portant sur toute la population est réalisée tous les cinq ans, les populations de référence des années intermédiaires étant quant à elles estimées par interpolation ou extrapolation. Pour la commune, le premier recensement exhaustif entrant dans le cadre du nouveau dispositif a été réalisé en 2004.

En 2022, la commune comptait 1 815 habitants, en évolution de −2,47 % par rapport à 2016 (Marne : −1,19 %, France hors Mayotte : +2,11 %).
| 1793 | 1800 | 1806 | 1821 | 1831 | 1836 | 1841 | 1846 | 1851 |
| ---- | ---- | ---- | ---- | ---- | ---- | ---- | ---- | ---- |
| 347  | 430  | 433  | 409  | 531  | 592  | 562  | 566  | 624  |

| 1856 | 1861 | 1866 | 1872 | 1876 | 1881 | 1886 | 1891 | 1896 |
| ---- | ---- | ---- | ---- | ---- | ---- | ---- | ---- | ---- |
| 552  | 570  | 573  | 544  | 573  | 611  | 633  | 605  | 597  |

| 1901 | 1906 | 1911 | 1921 | 1926 | 1931 | 1936 | 1946 | 1954 |
| ---- | ---- | ---- | ---- | ---- | ---- | ---- | ---- | ---- |
| 601  | 636  | 631  | 705  | 756  | 758  | 735  | 718  | 674  |

| 1962 | 1968 | 1975 | 1982  | 1990  | 1999  | 2004  | 2006  | 2009  |
| ---- | ---- | ---- | ----- | ----- | ----- | ----- | ----- | ----- |
| 732  | 767  | 951  | 1 465 | 1 661 | 1 836 | 1 910 | 1 951 | 1 977 |

| 2014  | 2019  | 2022  | - | - | - | - | - | - |
| ----- | ----- | ----- | - | - | - | - | - | - |
| 1 856 | 1 857 | 1 815 | - | - | - | - | - | - |

## Culture locale et patrimoine

### Lieux et monuments
- Le parc Charles-de-Gaulle. Il s'agit de l'ancien parc du château, mais il ne reste plus de trace de l'ancien parc[34] ;
- Le cimetière militaire britannique ; qui recense 366 soldats dont 266 anonymes.
- L'église Saint-Georges fait partie de la paroisse Rives de Vesle dans le diocèse de Reims[35]. Elle abritait une peinture sur toile de Van Mol, La Descente de Croix, datant du XVIIe siècle. Le tableau était classé monument historique, mais il a disparu durant la Première Guerre mondiale[36]. Il s'agit sans doute du peintre Pieter van Mol qui, d'origine flamande, vient en France vers 1648 ; le Musée des Beaux-Arts de Reims conserve de lui une Déposition.

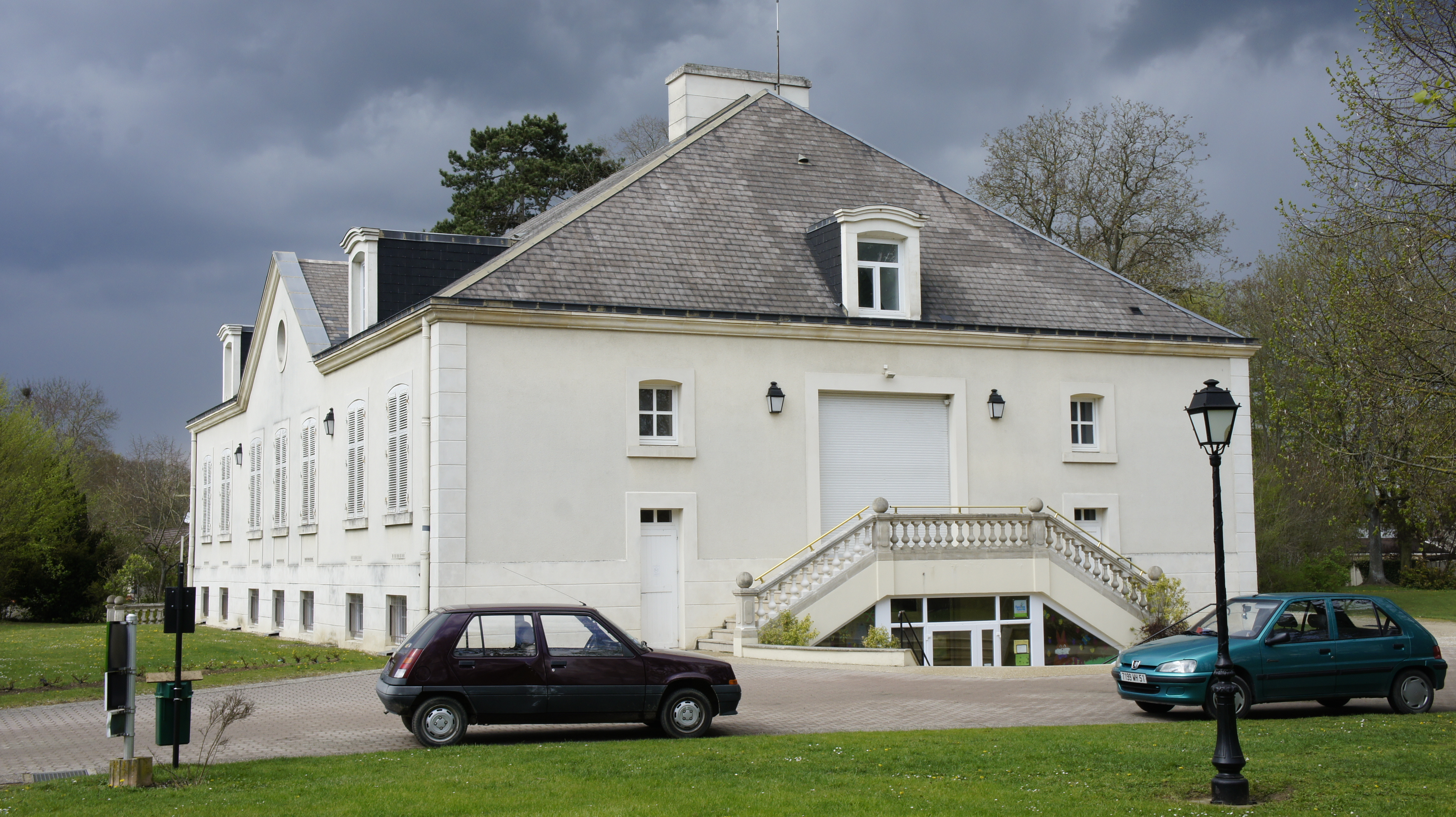
Le parc de Gaulle.
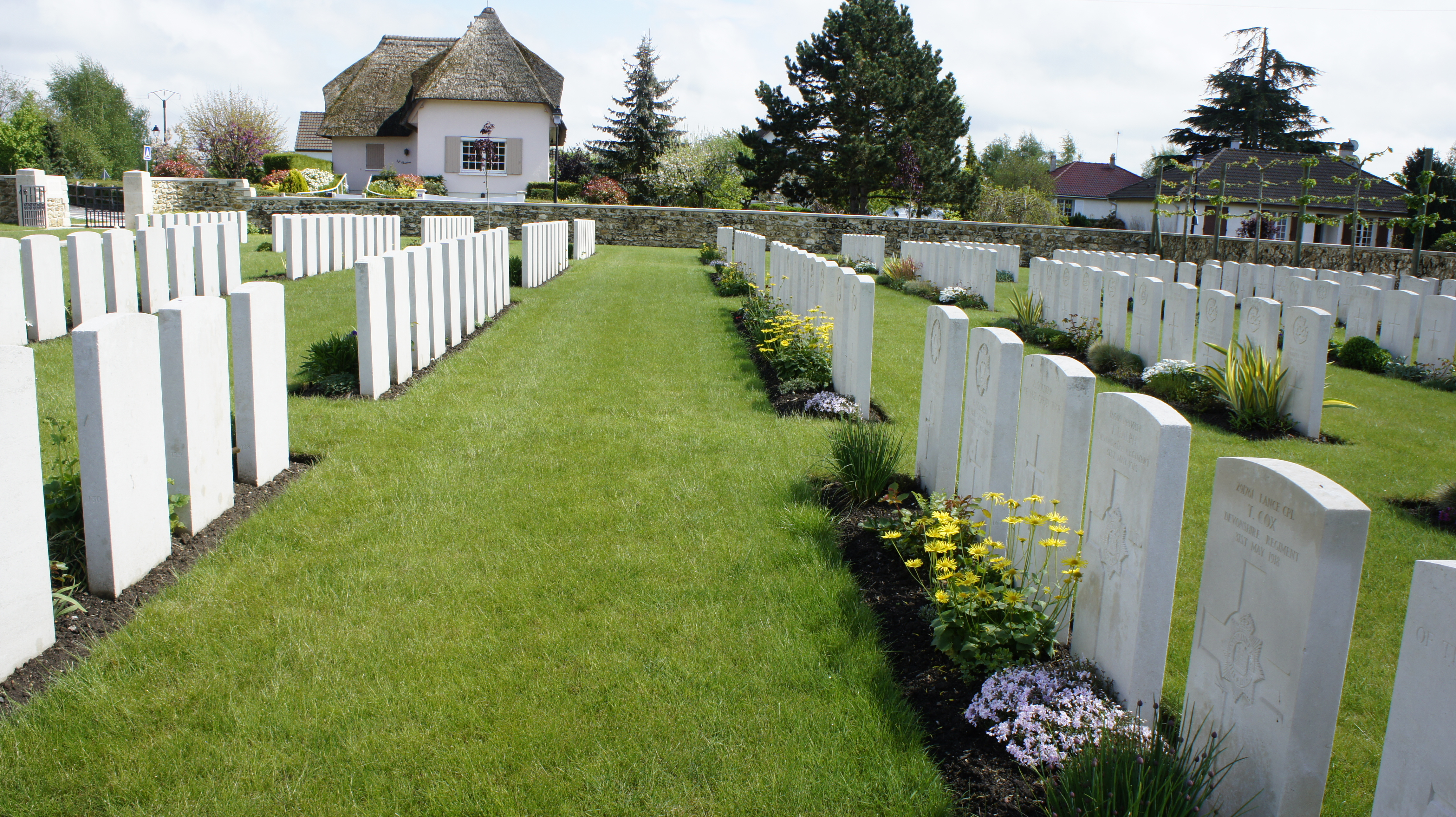
Le cimetière militaire britannique.
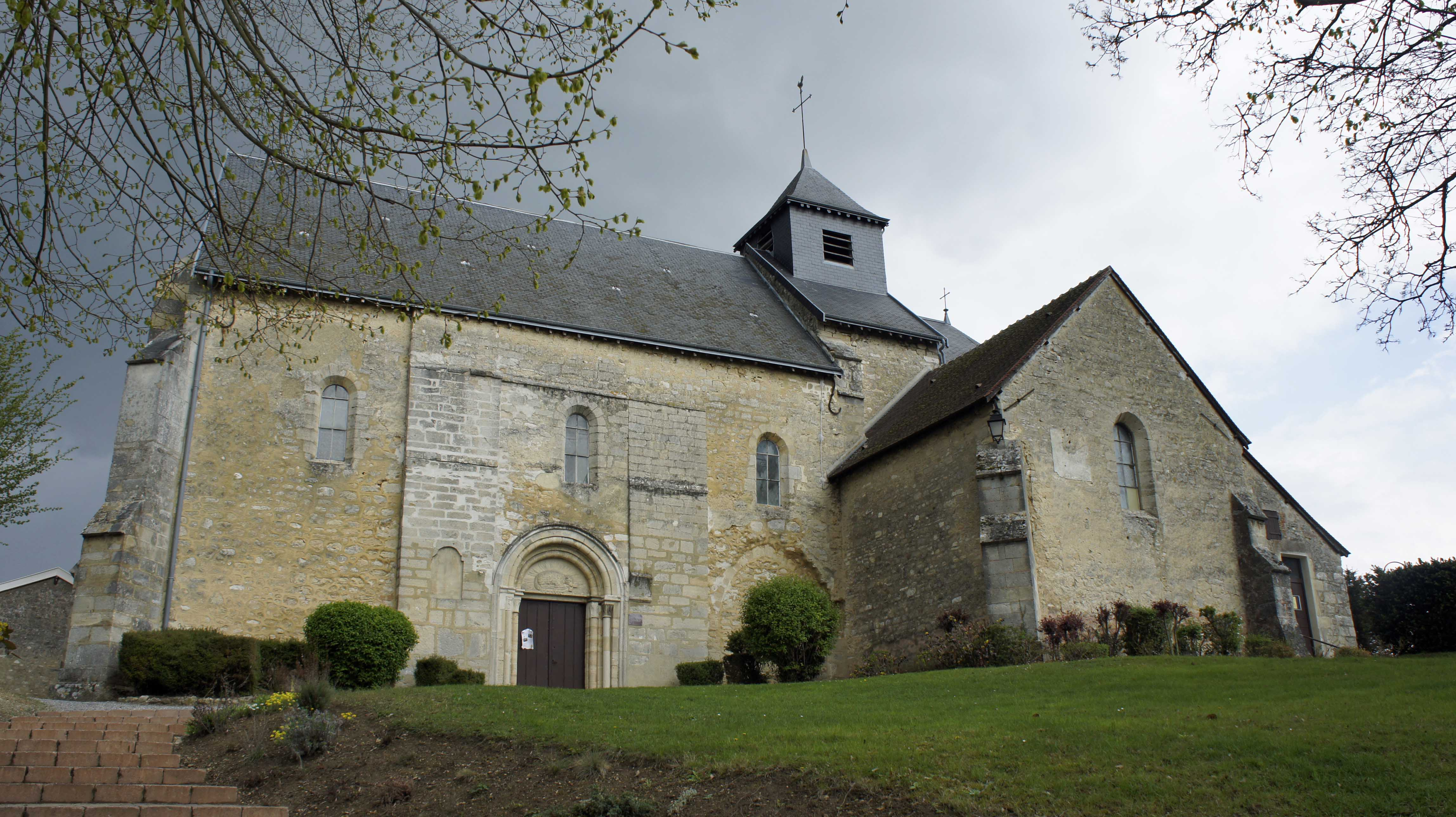
L'église.

### Personnalités liées à la commune
- Louis Bréhier (1868-1951), historien, enterré à Jonchery-sur-Vesle.

### Œuvres liées à la commune
Jean Echenoz situe le crash de l'avion de Charles, le personnage de son roman 14 paru aux éditions Minuit, dans l'agglomération de Jonchery-sur-Vesle au début de la Grande Guerre.
Paul Bocquet a peint la Vesle à Jonchery-sur-Vesle.

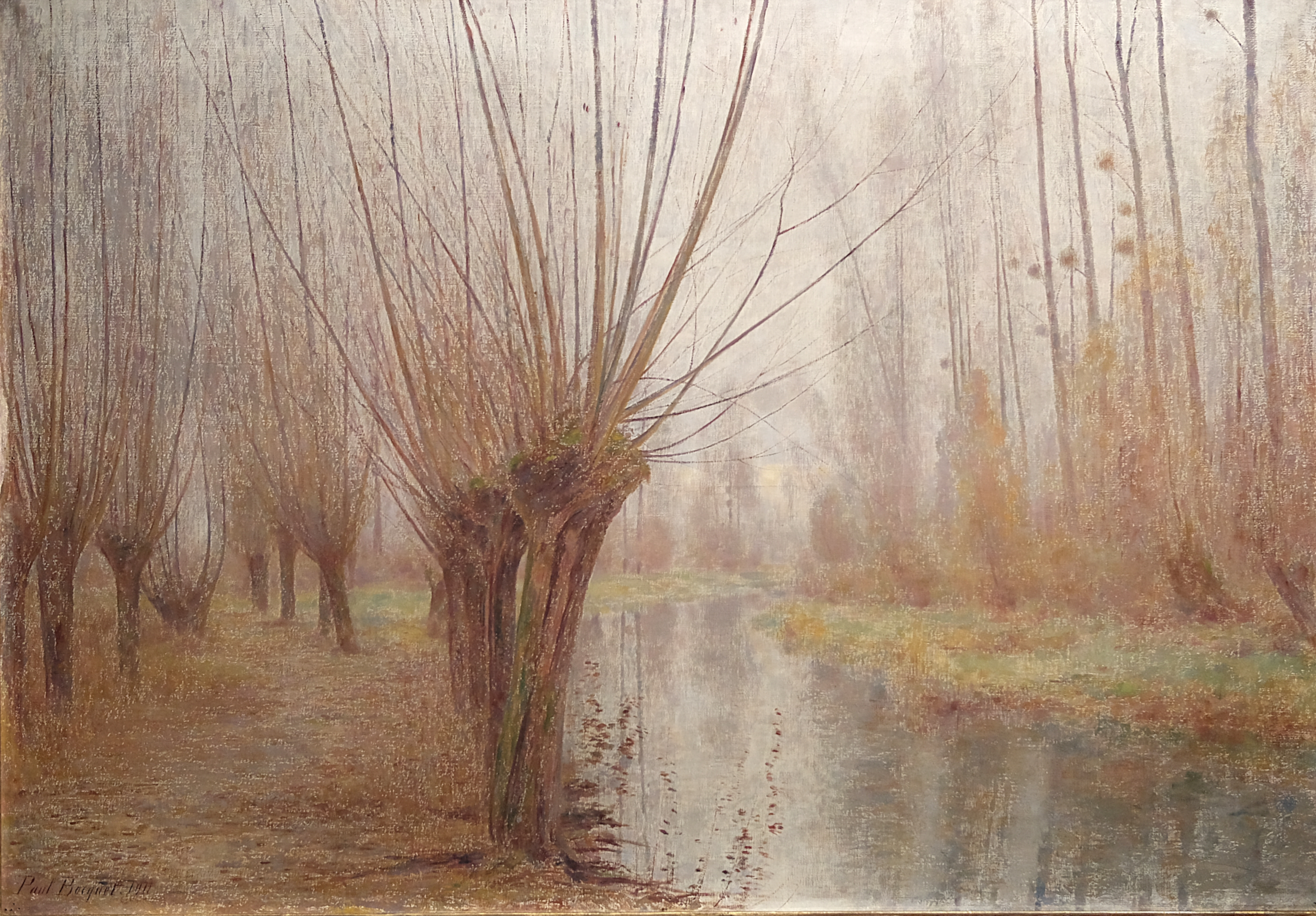
La Vesle en novembre à Jonchery-sur-Vesle de Paul Bocquet - Musée des Beaux-Arts de Reims.

### Héraldique
| Armes de Jonchery-sur-Vesle | Les armes de la commune se blasonnent ainsi : écartelé : au premier et au quatrième d'argent au lion de sinople armé, lampassé et couronné d'or, au deuxième et au troisième d'azur au lion couronné d'or. |